# Kurkap
Kurkap (indonesisch Pulau Kurkap) ist eine der indonesischen Watubela-Inseln, die zu den Molukken gehören.

## Geographie
Kurkap liegt gut zehn Kilometer östlich der Inseln Kasiui und Baam. Die unbewohnte Insel gehört administrativ zum Desa Tamher Timur auf Kasiui.
Als Teil des Subdistrikts (Kecamatan) Wakate gehört Baam zum Regierungsbezirk (Kabupaten) Ostseram (Seram Bagian Timur) der Provinz Maluku.